# Araucosimus superbus
Araucosimus superbus là một loài ruồi trong họ Tachinidae.